# Eudorina elegans
Eudorina elegans és una espècie d'alga verda de la família Volvocaceae. Es caracteritza pel seu hàbitat d'aigua dolça i per la seva distribució en colònies.

## Descobriment i taxonomia
Eudorina elegans fou descrita per primera vegada l'any 1832 per Christian Gottfried Ehrenberg. Malgrat hi fa referència com a Eudorina argus i que d'inici no va ser acceptada pels naturalistes de l'època com a espècie diferent de Pandorina morum, finalment l'espècie va ser classificada amb el nom nom complet d'Eudorina elegans Ehrenb.
| «                                                                                               | Aquesta forma d'infusori també està indefinida, però em confon, i probablement també a tots els observadors anteriors, amb Pandorina Morum (Volvox Morum Müller); els observadors menys precisos també van pensar que probablement era Volvox globator. La vaig trobar a la conca del jardí a la primavera d'aquest any entre conferències. […] El cos consisteix en una esfera gelatinosa, amb forma de glòbul, en la qual s'adjunten una certa quantitat d'animals de color verd esfèric, cadascun dels quals mostra un bell ull vermell, rodó, però petit, i una pestanya simple, llarga, giratòria o secundària a través de l'aigua. El remolí es veu molt clarament tan bon punt s'afegeix una substància tèrbola fina a l'aigua. A aquest animal, que és un dels infusoris més bonics, li he donat el nom genèric d'Eudorina, considerant el gènere Pandorina el més proper sense aquest ull. L'única espècie coneguda l'he anomenada Eudorina argus (bonica bola d'ull verd). | » |
| — Christian Gottfried Ehrenberg, Über die Entwickelung und Lebensdauer der Infusionsthiere p.17 | |   |

Posteriorment va ser redescrita amb els tàxons Pandorina elegans Ehrenberg (per Dujardin, 1841), Eudorina stagnale (Wolle, 1887) o Eudorina pluricocca G.M. Sm., si bé avui dia només són considerats com a sinònims de la mateixa espècie.

## Morfologia
Es caracteritza principalment per un cenobi: un creixement colonial particular que contenen un nombre finit de cèl·lules (entre 16 i 32)i que es disposen en un esferoide que mostra poca o nul·la especialització. Aquestes colònies, al seu torn, es troben incrustades en una substància mucilagosa en què les cèl·lules es distribueixen en cercles al llarg de 5 plans: dos plans polars amb 4 cèl·lules cadascun i tres plans medians amb 8 cèl·lules cadascun. Malgrat no estar en contacte entre elles, totes estan retingudes dins la matriu de mucílag a través d'un plasmodesma molt prim —sovint de resolució inferior a la dels microscopis òptics— que podria tenir la funció de coordinació del flagel extern. No obstant, no totes les soques d'Eudorina elegans comparteixen aquesta distribució de la polaritat.

## Reproducció
Eudorina elegans és una espècie dioica en la qual l'esdeveniment mitòtic no és una divisió d'una cèl·lula en dues cèl·lules filles, sinó d'una colònia que produeix colònies de 16-32 filles (depenent de la mida de la colònia mare). Aquestes colònies poden ser masculines o femenines; mentre que les femenines no es poden distingir de cèl·lules normals, les colònies masculines realitzen múltiples fissions.

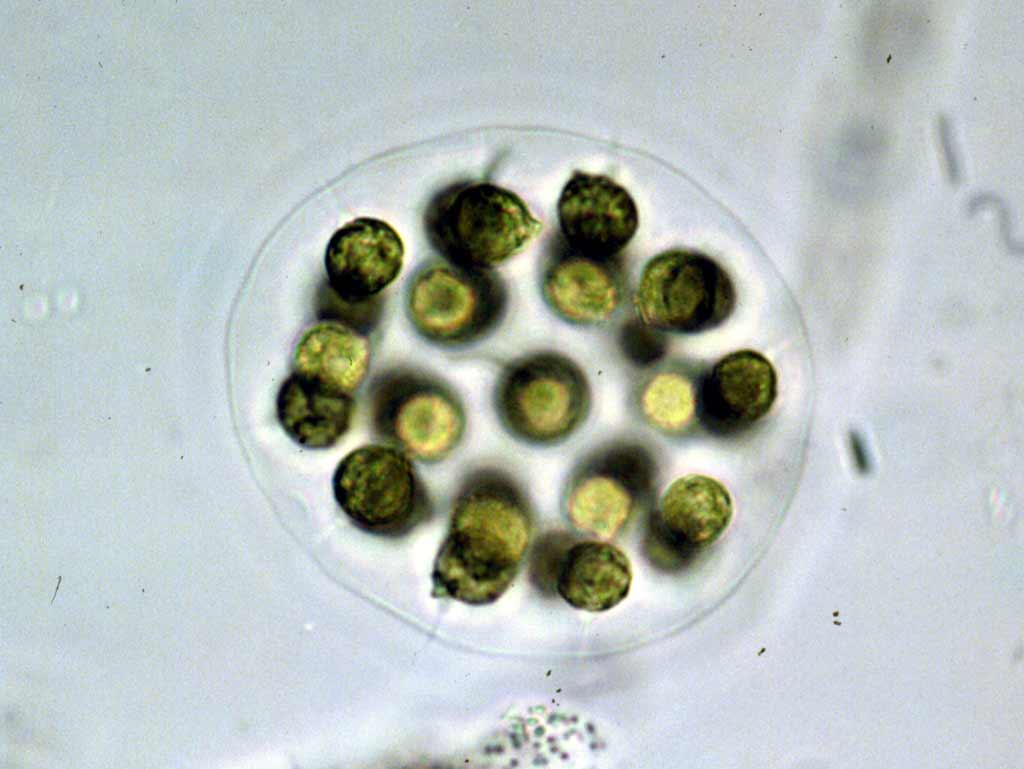
Colònia femenina d'E. elegans

El procés de fecundació sexual s'inicia amb l'alliberament d'un "paquet" d'espermatozous en forma de microgàmetes biflagel·lats per de cada cèl·lula de la colònia masculina. Aquests paquets es desplacen com una sola unitat fins que, un cop situats a les rodalies de la colònia femenina, romanen latents i després es dispersen en espermatozous individuals que penetren a l'interior del mucílag de la colònia per unir-se amb els òvuls i donar lloc a macrogàmetes.
Existeixen com a mínim 4 singèns a E. elegans. La reproducció entre diverses soques heterotàl·liques està determinada per un parell d'al·lels del locus d'un tipus d'encreuament. Es donen casos d'aparellaments interespecífics, si bé pràcticament cap és viable al cap de poques generacions.

## Hàbitat
Eudorina elegans és ubiqua en hàbitats d'aigua per tot el món, amb presència a tots els continents. Diversos estudis de la dècada de 1960 van determinar que, en condicions de cultiu cel·lular, el temps de generació és òptim a una temperatura pròxima als 20 °C i amb un cicle de llum de 12 hores per dia. D'altra banda, la seva fototàxia mostra un pic d'intensitat de llum entre 473 i 524 mμ.